# 오스트레일리안 아이돌
《오스트레일리안 아이돌》(Australian Idol)은 오스트레일리아의 텔레비전 방송 프로그램이다. 본래의 프로그램 형식은, 미국 버전과 마찬가지로 영국(Pop Idol, 2001년)에서 차용하였다.

## 프로그램 진행방식 및 비판점
시청자와 3명의 심사위원들 앞에서 노래, 춤 등 자신의 기량을 뽐낸 뒤 순위를 가리는 오스트레일리아민영방송 네트워크 텐(Network Ten)텔레비전의 연예인 오디션 프로그램이다.
아메리칸 아이돌과 비슷한 방식으로, 심사위원들이 지역 오디션과 본선을 통해 최종후보 12명(Top 12)을 선출하면, 그 즉시 그들은 호주 국민들의 마음을 사로잡기 위해 치열한 생존경쟁을 벌인다. 시청자(주로 청소년과 20, 30대)들은 무제한의 전화와 문자로 투표에 참여할 수 있으며, 매 회당 하위권 3인(Bottom 3)들 중 가장 저조한 득표율을 기록한 후보는 자동 탈락한다.
이러한 과정을 통해 2003년을 시작으로 2006년까지 4명의 우승자를 배출했고, 다가오는 2007년 8월에 5번째 우승자를 향한 오디션을 재개한다. 회당 (평균)약 2백만명의 시청자들을 끌어들였다.
또한, 이 프로그램은 관광명소이자 오스트레일리아의 문화유산인 시드니 오페라 하우스에서 생방송으로 진행하여 매회마다 세계적인 주목을 받았다.
다만, 비평가들 사이에서는 약 1호주 달러 정도의 지나치게 비싼 투표 요금이 매번 도마에 오르고 있다.
2006년 우승자 다미엔 라잇은 대한민국에도 널리 알려져, 현재 네티즌들 사이에서 다수의 팬을 확보했다.

## 우승자 목록
- 2003년 - 가이 서배스천
- 2004년 - 케이시 도너번
- 2005년 - 케이트 데아라고
- 2006년 - 데이미언 리스
- 2007년 - 내털리 가우치
- 2008년 - 웨스 카

## 같이 보기
- 팝 아이돌